# Operação Vitória de Pirro
A Operação Vitória de Pirro é a operação policial brasileira deflagrada pela Polícia Federal do Brasil, em 12 de abril de 2016, nas cidades de Brasília, Rio de Janeiro, Taguatinga e São Paulo. Trata-se da 28.ª fase da Operação Lava Jato, e dum desdobramento da CPI da Petrobras, realizada entre 2014 a 2015.
Essa operação ficou conhecida por levar a prisão do ex-senador Gim Argello (PTB-DF) e do assessor Paulo César Roxo Ramos, e faz referência ao rei Pirro (318 aC. – 272 aC.), duma região da Grécia Antiga, que apesar de ter derrotado os romanos em uma batalha, sofreu danos irreparáveis, tal que a vitória se mostrou inútil.

## Investigações
Segundo a Polícia Federal (PF), a operação tem o objetivo de apurar irregularidades na Comissão Parlamentar de Inquérito (CPI) do Senado e na Comissão Parlamentar Mista de Inquérito (CPMI) que investigava irregularidades na Petrobras, entre 2014 a 2015.
Na informação inicial, a força-tarefa da Lava Jato suspeitava que pelo menos um senador tenha recebido doações eleitorais legais de empreiteiras em troca de evitar a convocação de executivos para depor nas comissões parlamentares, para evitar incômodos com o governo federal. O senador que inicialmente não era identificado, é na verdade é um ex-senador, que é Gim Argello (PTB-DF).
Em sua delação premiada, o senador Delcídio do Amaral (sem/partido-MS) afirmou que Gim Argello cobrava propina de empreiteiras para não convocar executivos para a CPI Mista da Petrobras. Argello, era vice-presidente da Comissão. De acordo com Delcídio, alguns membros da CPI obrigavam, por exemplo, o empreiteiro Léo Pinheiro, da construtora OAS, a jantar em Brasília, toda segunda-feira, para conversar com parlamentares, momento em que seria cobrado o "pedágio".
De acordo com o Ministério Público Federal (MPF), Argello é suspeito de cobrar propina para evitar convocação de empresários a comissões parlamentares de inquérito em 2014 e 2015, conhecida como CPI da Petrobras. Segundo o MPF-PR, a prisão do ex-senador foi autorizada após terem sido recolhidas provas de que ele recebeu R$ 5 milhões em propina da empreiteira UTC Engenharia, conforme depoimento do dirigente da empresa, Ricardo Pessoa, em delação premiada, à força-tarefa da Lava Jato. O MPF-PR disse ter comprovado o depósito do dinheiro nas contas dos partidos por meio de recibos.
Gim Argello era membro da Comissão Parlamentar de Inquérito no Senado e vice-presidente da Comissão Parlamentar Mista de Inquérito, da Câmara e do Senado, ambas instauradas no ano de 2014 para apurar irregularidades na Petrobras. O ex-senador foi vice-presidente do colegiado, que encerrou os trabalhos em dezembro de 2014 sem o indiciamento de autoridades.
Argello teria orientado o empreiteiro a destinar o dinheiro na forma de doações eleitorais aos diretórios nacionais de quatro partidos indicados por ele: DEM (R$ 1,7 milhão), PR (R$ 1 milhão), PMN (R$1,15 milhão) e PRTB (R$1,15 milhão). Em 2014, as siglas integravam uma coligação com o PTB, partido pelo qual o ex-senador tentava a reeleição.
Outro indício contra o ex-senador foi encontrado no celular do executivo Léo Pinheiro, da empreiteira OAS, apreendido ainda na 7.ª fase da Operação Lava Jato. Em 2014, Ricardo Pessoa não foi convocado para depor nem na CPI da Petrobras no Senado, nem na Comissão Parlamentar Mista de Inquérito que investigou a estatal, pois Gim Argello integrou ambas. Pinheiro também não foi convocado a depor nas comissões que investigavam a Petrobras no Congresso.
Em mensagens, trocadas com Otávio Marques de Azevedo, então presidente da empreiteira Andrade Gutierrez, é mencionado o pagamento de R$ 350 mil para uma paróquia frequentada por Argello, que recebeu a alcunha de "Alcoólico", em uma referência à bebida destilada "gim". O dinheiro teria ligação com a obra da Refinaria Abreu e Lima (RNEST), da Petrobras, em Pernambuco.
Os procuradores dizem ter recolhido ainda outras provas que corroboram o pagamento de propina, tais como registros de ligações telefônicas e reuniões.
Em 2014, enquanto ainda era senador, Gim Argello chegou a ser cotado para assumir uma vaga de ministro do Tribunal de Contas da União, mas o governo recuou após protestos de ministros e servidores do TCU, pois Gim foi condenado a devolver dinheiro por irregularidades no período em que presidiu a Câmara Legislativa do Distrito Federal (de 2001 a 2002). O ex-senador também responde a vários processos na Justiça.

## Alvos
Os agentes da PF cumpriram 21 mandados judiciais em Brasília, no Rio de Janeiro, em Taguatinga (DF) e São Paulo, entre eles estão Gim Argello, que foi preso preventivamente.
No mesmo dia, o juiz Sergio Moro autorizou o bloqueio de R$ 5,35 milhões das contas e aplicações financeiras de Gim Argello e do assessor Paulo César Roxo Ramos A investigação aponta o recebimento de propina no valor R$ 5 milhões pelo ex-senador, para evitar a convocação de executivos de empreiteiras para prestarem depoimento nas comissões parlamentares de inquérito sobre a Petrobras. Além das contas pessoais de Gim Argello e Paulo Roxo, foram bloqueadas as contas das empresas do ex-senador, a Argelo & Argelo Ltda., a Garantia Imóveis Ltda. e a Solo - Investimentos e Participações Ltda.
No despacho, Moro diz que se limitou ao bloqueio das contas de Argello e de suas empresas, porque devem ser suficientes para atingir o valor da propina recebida. “Estendi a medida a Paulo César Roxo Ramos, apontado como seu operador financeiro. Reputo prematura a extensão da mesma medida aos demais [investigados na 28º fase da Lava Jato] e mesmo às empresas de Paulo Roxo, na falta de melhores informações sobre elas”, diz a decisão.

## Mandados
Foram cumpridos 23 mandados judiciais, sendo dois de prisão temporária, um de prisão preventiva, quinze de busca e apreensão e cinco de condução coercitiva.

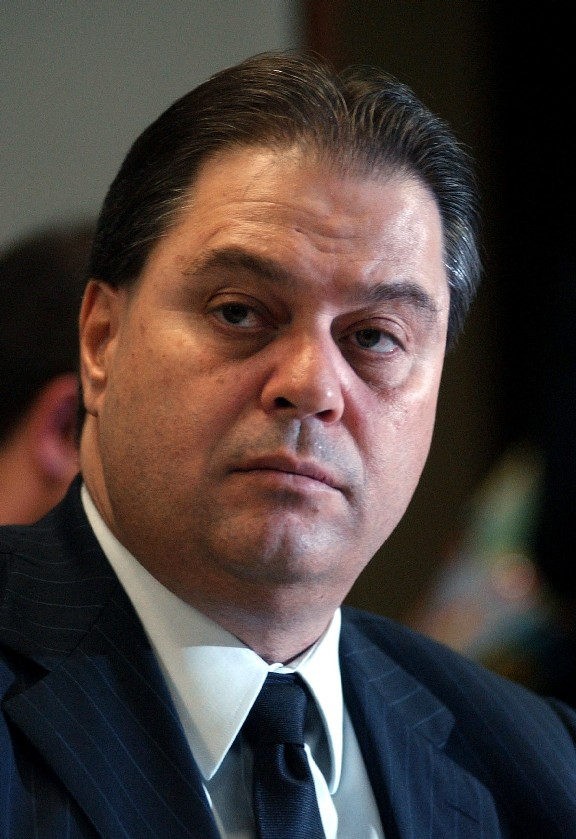
O ex-sendador Gim Argello foi preso na operação.

### Prisão preventiva
- Gim Argello[1][8]

### Prisão temporária
- Paulo Cesar Roxo Ramos, assessor de Gim[1]
- Valério Neves Campos, secretário-geral da Câmara Legislativa do Distrito Federal.[1]

### Condução coercitiva
- Jorge Argello Júnior, filho do ex-senador Argello[1]
- Roberto Zardi Ferreira Jorge, executivo da OAS[1]
- Gustavo Nunes da Silva Rocha, executivo da OAS[1]
- Dilson de Cerqueira Paiva Filho, executivo da OAS[1]
- Marcos Paulo Ramalho, executivo da OAS[1]

## Reações

### Procurador Carlos Lima
À frente da força tarefa que conduz a Lava Jato em Curitiba, o procurador da República Carlos Fernando dos Santos Lima disse durante entrevista coletiva para explicar a 28º fase da operação que, a essa altura das investigações, a conclusão que se pode tomar é que o sistema partidário brasileiro encontra-se “apodrecido”.
“O exercício do poder, seja por qual partido for, é que tem gerado corrupção e essa corrupção tem como finalidade suprir o caixa de campanhas políticas. Esses valores, boa parte foram encaminhados para partidos da base de Gim Argello, inclusive partidos de oposição”, disse o procurador. “A conclusão a que chegamos e a conclusão a que todos deveriam chegar é que o sistema partidário do país está apodrecido pelo uso do poder econômico.”

### Senadores

#### Humberto Costa
Em 12 de abril de 2016, o senador Humberto Costa (PT-PE), minimizou o impacto da prisão do ex-senador Gim Argello, antigo aliado do governo da presidente Dilma Rousseff, no processo de impeachment em análise na Câmara dos Deputados. “Não creio que terá algum reflexo. As denúncias contra Gim já são um fato antigo e agora apenas está se dando sequência à investigação. O fato já era de conhecimento público a partir do que os delatores disseram”, disse Costa. Segundo o senador, a investigação deve ocorrer com todo o direito de defesa para as pessoas envolvidas. “É importante saber também quem foram outros beneficiados e se é verdade que integrantes da CPI tiveram algum tipo de participação nisso".

#### Vanessa Grazziotin
Na semana em que a presidente da República enfrenta a votação do processo de impeachment na Câmara dos Deputados, uma das maiores defensoras da presidente no Senado, Vanessa Grazziotin (PCdoB -AM) também não acredita que a prisão de Gim vá piorar o cenário político. “Eu acho que já são tantas coisas que não sei o que mais poderia dificultar a situação do governo. Isso não terá nenhuma relação direta com o processo que está sendo decidido pela Câmara dos Deputados”, afirmou a senadora.

#### Cristovam Buarque
Para o senador Cristovam Buarque (PPS-DF), a prisão do ex-senador traz a presidente Dilma Rousseff para a investigação da Lava Jato. “A prisão dele contamina e muito o cenário político, porque todos sabem a influência que teve o ex-senador no tempo em que ele esteve aqui. A prisão dele traz de volta uma relação da presidente, do governo com ele e dele com os empreiteiros e puxa o governo e a presidente para Lava jato”, afirmou.

#### Álvaro Dias
Outro oposicionista, o senador Álvaro Dias (PV-PR), disse que a prisão de Gim Argello está no contexto de toda essa Operação Lava Jato, que segundo ele, revela a relação de promiscuidade entre os Poderes da República, partidos políticos, agentes públicos e setores da iniciativa privada. “Nada surpreende. Acho que é mais um componente para análise do Ministério Público e da Justiça Federal. Não creio que isso torna mais grave ou menos grave a situação do governo, ela já é gravíssima”, ressaltou.

### Partido PTB
Em nota divulgada hoje, a direção nacional do PTB afirma "que o motivo pelo qual o ex-senador Gim Argello foi preso não guarda qualquer relação com o partido. O PTB espera que ele consiga provar sua inocência", diz o documento.